# Transvection
Pour l’article homonyme, voir transvection épigénétique.
Une proposition de fusion est en cours entre Dilatation (géométrie), Transvection et Affinité (mathématiques).
En mathématiques, en particulier en géométrie, une transvection est une application linéaire ou affine, d'un espace vectoriel ou affine dans lui-même, se restreignant à l'identité dans un hyperplan et vérifiant une condition supplémentaire.
Cet article est à lire en parallèle avec celui sur les dilatations.

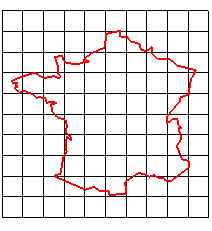
Dessin d'origine.
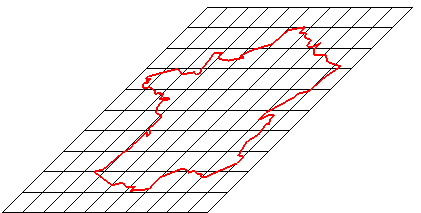
Résultat par transvection horizontale.

## Transvection vectorielle

### Définitions

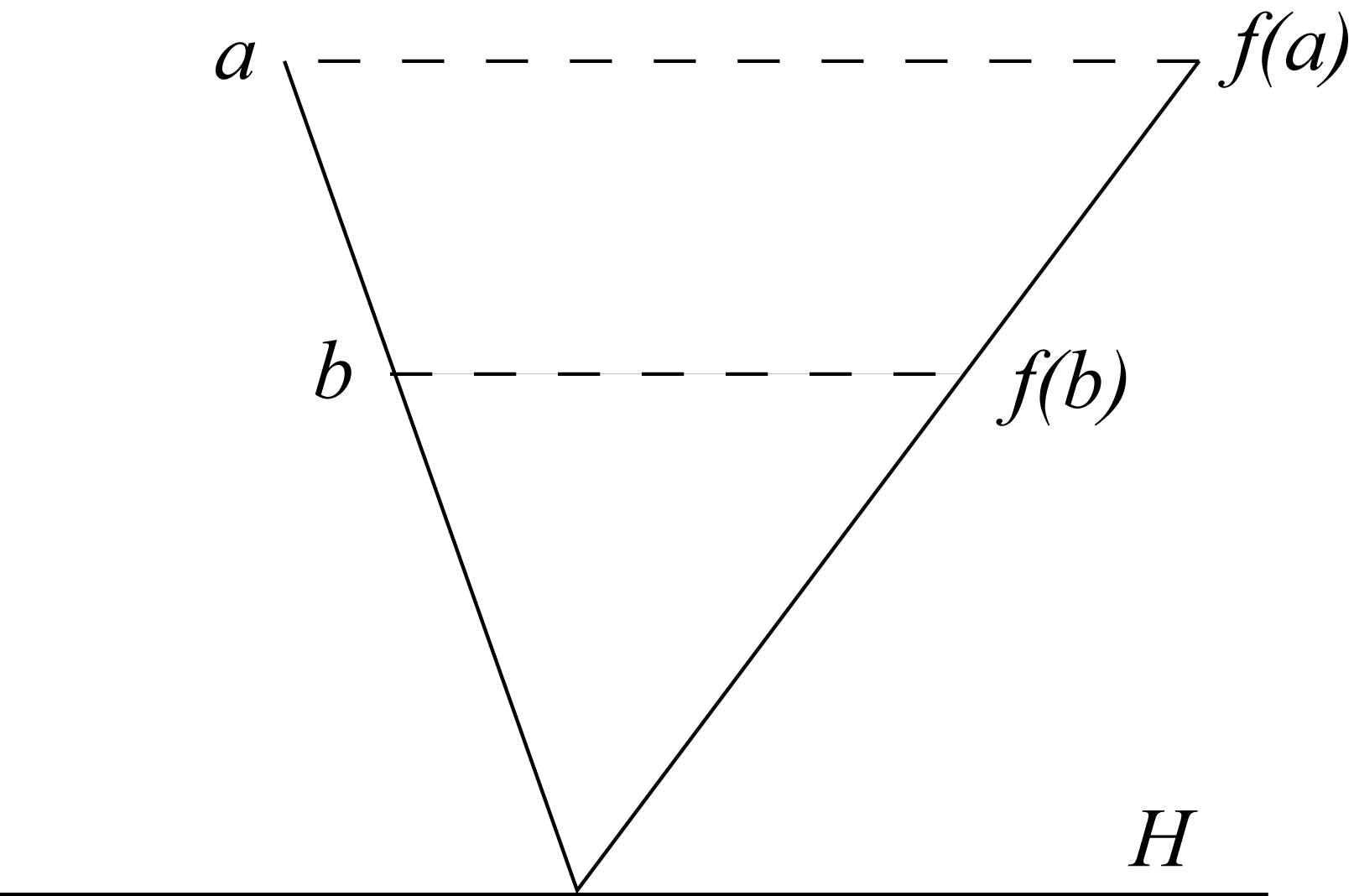
Illustration d'une transvection vectorielle.

Un endomorphisme d'un K-espace vectoriel {\displaystyle E} est appelé une transvection s'il existe un hyperplan {\displaystyle H} tel que tout vecteur a pour image lui-même s'il est dans {\displaystyle H}, et un translaté de lui-même par un vecteur de {\displaystyle H} sinon.
Soient plus précisément f un endomorphisme, H = Ker(f – id) l'ensemble des vecteurs invariants, et D = Im(f – id) ; d'après le théorème du rang, si {\displaystyle H} est un hyperplan, {\displaystyle D} est une droite. Alors f est une transvection si l'une des conditions équivalentes suivantes est vérifiée,,,,:
- f est l'identité, ou bien {\displaystyle H} est un hyperplan (base de la transvection) et la droite {\displaystyle D}, direction de la transvection, est incluse dans {\displaystyle H} (c'est-à-dire que pour tout x de {\displaystyle E}, f(x) – x appartient à {\displaystyle H}).
- Ker(f – id) est l'espace tout entier ou un hyperplan, et (f –  id)2 = 0.
- Il existe une forme linéaire h sur {\displaystyle E} et un vecteur u de Ker(h) tels que pour tout x de {\displaystyle E} : f(x) = x + h(x)u[8].

En dimension finie, pour {\displaystyle f\neq {\text{id}}}, on peut rajouter les conditions :
- {\displaystyle H} est un hyperplan et {\displaystyle \det f=1}.
- {\displaystyle H} est un hyperplan et {\displaystyle f} est non diagonalisable.

### Propriétés
- Les transvections sont bijectives (f−1(x) = x – h(x)u).

- En dimension finie, elles engendrent le groupe spécial linéaire {\displaystyle SL(E)} des automorphismes de déterminant 1 de {\displaystyle E}[3],[4],[9].
- L'ensemble des transvections de base un hyperplan {\displaystyle H={\text{Ker }}h}, plus l'identité, en forme un sous-groupe, isomorphe au groupe additif {\displaystyle H} (au vecteur u de {\displaystyle H}, faire correspondre la transvection x ↦ x + h(x)u).
- Toute transvection est le produit de deux dilatations[4].

## Matrice de transvection
Dans une base de {\displaystyle E} contenant une base de {\displaystyle H} dont l'un des vecteurs est un vecteur directeur de {\displaystyle D}, la transvection a pour matrice une matrice du type
avec i ≠ j, la matrice Ei,j étant constituée de zéros partout sauf un 1 en position (i, j).
Ces matrices In + λEi,j sont appelées matrices élémentaires de transvection ; elles engendrent le groupe spécial linéaire {\displaystyle SL_{n}(K)}.

La forme la plus réduite, qui est sa forme de Jordan, de la matrice d'une transvection différente de l'identité est

## Exemples

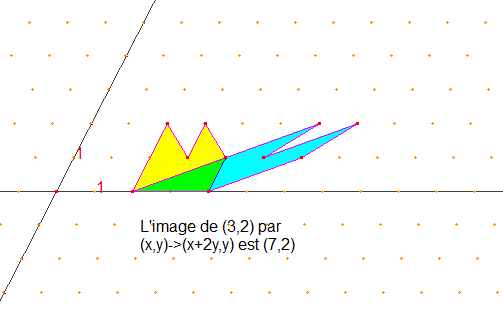

- La transvection de {\displaystyle \mathbb {R} ^{2}}associée à la matrice {\displaystyle {\begin{bmatrix}1&2\\0&1\end{bmatrix}}}, illustrée ci-contre, est définie par {\displaystyle f(x,y)=(x+2y,y)=(x,y)+h(x,y)U},  où {\displaystyle h:=(x,y)\mapsto 2y}  et {\displaystyle U=(1,0)} (cf. la troisième caractérisation ci-dessus) ; {\displaystyle f} est une transvection de base l'axe des abscisses et de direction le même axe.
- Une transvection d'un espace vectoriel euclidien est entièrement définie par un vecteur normal et normé {\displaystyle n} de son hyperplan {\displaystyle H} de base, un vecteur normé {\displaystyle {\vec {u}}} de sa direction, et le coefficient {\displaystyle \lambda } défini par {\displaystyle f({\vec {n}})={\vec {n}}+\lambda {\vec {u}}}. On a alors : {\displaystyle f({\vec {x}})={\vec {x}}+\lambda ({\vec {x}}.{\vec {n}}){\vec {u}}} [11].   La matrice de {\displaystyle f} dans une base orthonormée dont les {\displaystyle n-2} premiers vecteurs sont dans {\displaystyle H} et se terminant par {\displaystyle u} et {\displaystyle n} est {\displaystyle I_{n}+\lambda E_{n-1,n}}.

- Des transvections sont utilisées pour définir la courbe de Takagi.

## Transvection affine
Une transvection d'un espace affine {\displaystyle E} est soit l'identité, soit une application affine de {\displaystyle E} dans {\displaystyle E} dont l'ensemble des points invariants est un hyperplan {\displaystyle H} de {\displaystyle E} (base de la transvection) et telle que pour tout point {\displaystyle M} le vecteur {\displaystyle {\overrightarrow {MM'}}} reste parallèle à {\displaystyle H}.
Les vecteurs {\displaystyle {\overrightarrow {MM'}}} forment alors une droite vectorielle {\displaystyle {\overrightarrow {D}}} (direction de la transvection).

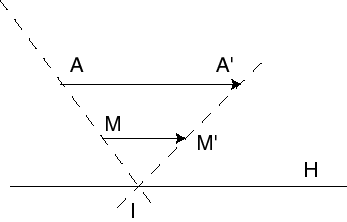

Une transvection affine a pour partie linéaire une transvection vectorielle. Réciproquement, les applications affines ayant pour partie linéaire une transvection vectorielle sont les transvections glissées, composée d'une transvection et d'une translation de vecteur parallèle à la base.
Étant donnés deux points {\displaystyle A} et {\displaystyle A'} tels que la droite {\displaystyle (AA')} est parallèle à un hyperplan {\displaystyle H}, mais non incluse dans cet hyperplan, il existe une unique transvection de base {\displaystyle H} envoyant {\displaystyle A} sur {\displaystyle A'}  ; on obtient l'image {\displaystyle M'} d'un point {\displaystyle M} dans le cas où {\displaystyle (AM)} est sécante à {\displaystyle H} par la construction de la figure ci-contre ; dans le cas contraire, {\displaystyle {\overrightarrow {MM'}}={\overrightarrow {AA'}}}.

## Transvection en géométrie projective
Si l'on plonge l'espace affine {\displaystyle E} dans son complété projectif, en lui adjoignant un hyperplan à l'infini {\displaystyle H'}, on sait que l'on peut munir le complémentaire {\displaystyle E'} de l'hyperplan {\displaystyle H} d'une structure d'espace affine : les droites qui sont sécantes en un point de {\displaystyle H} dans {\displaystyle E} deviennent parallèles dans {\displaystyle E'} et celles qui sont parallèles dans {\displaystyle E} deviennent sécantes en un point de {\displaystyle H'}.
À toute transvection d'hyperplan {\displaystyle H} de {\displaystyle E} est alors associée une application affine de {\displaystyle E'} qui n'est autre qu'une translation.
Si maintenant on envoie un autre hyperplan que {\displaystyle H} et {\displaystyle H'} à l'infini, la transvection devient une homologie spéciale ou élation.

En résumé, il y a, en géométrie projective, identité entre les translations, les transvections, et les homologies spéciales,.

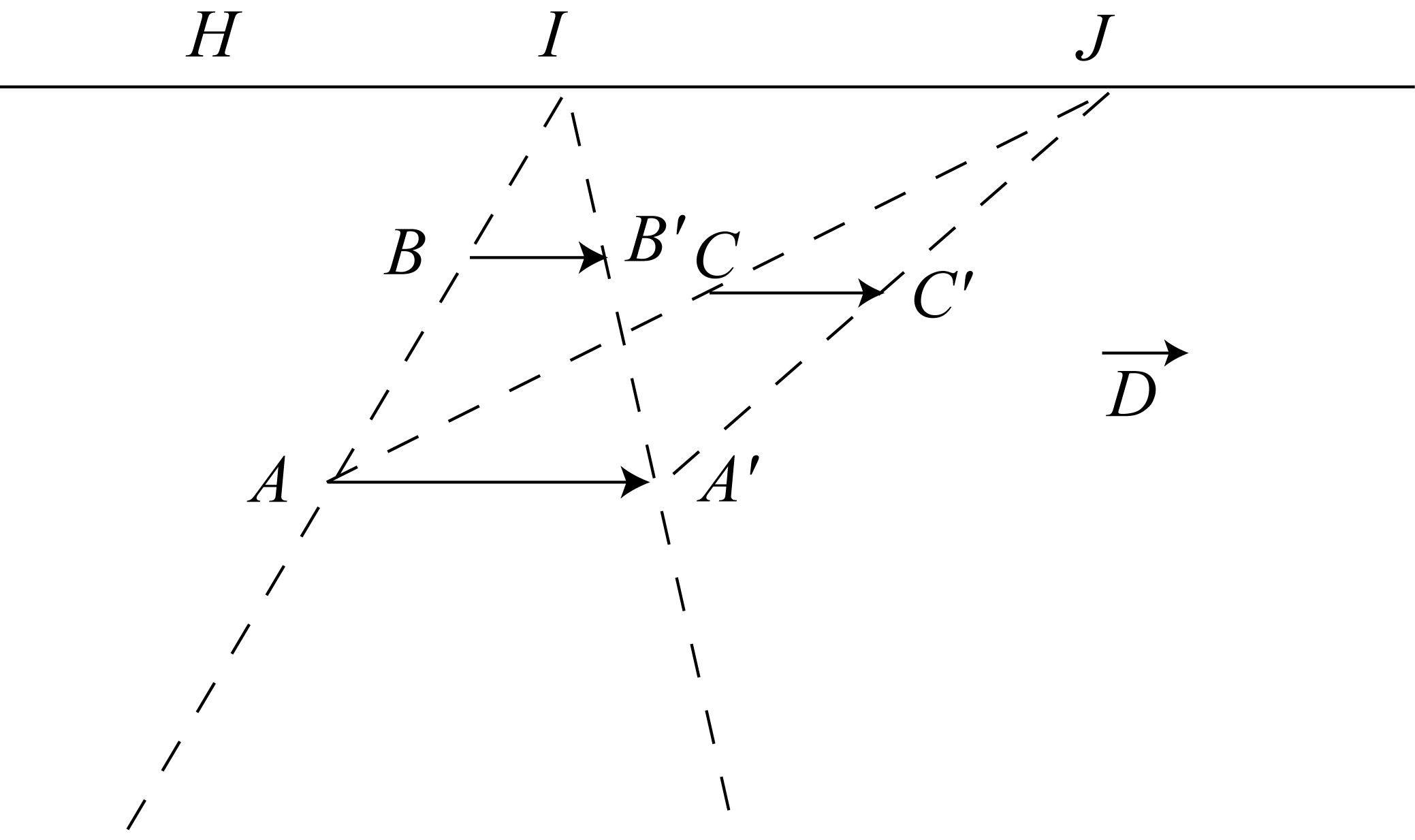
Une transvection devient...
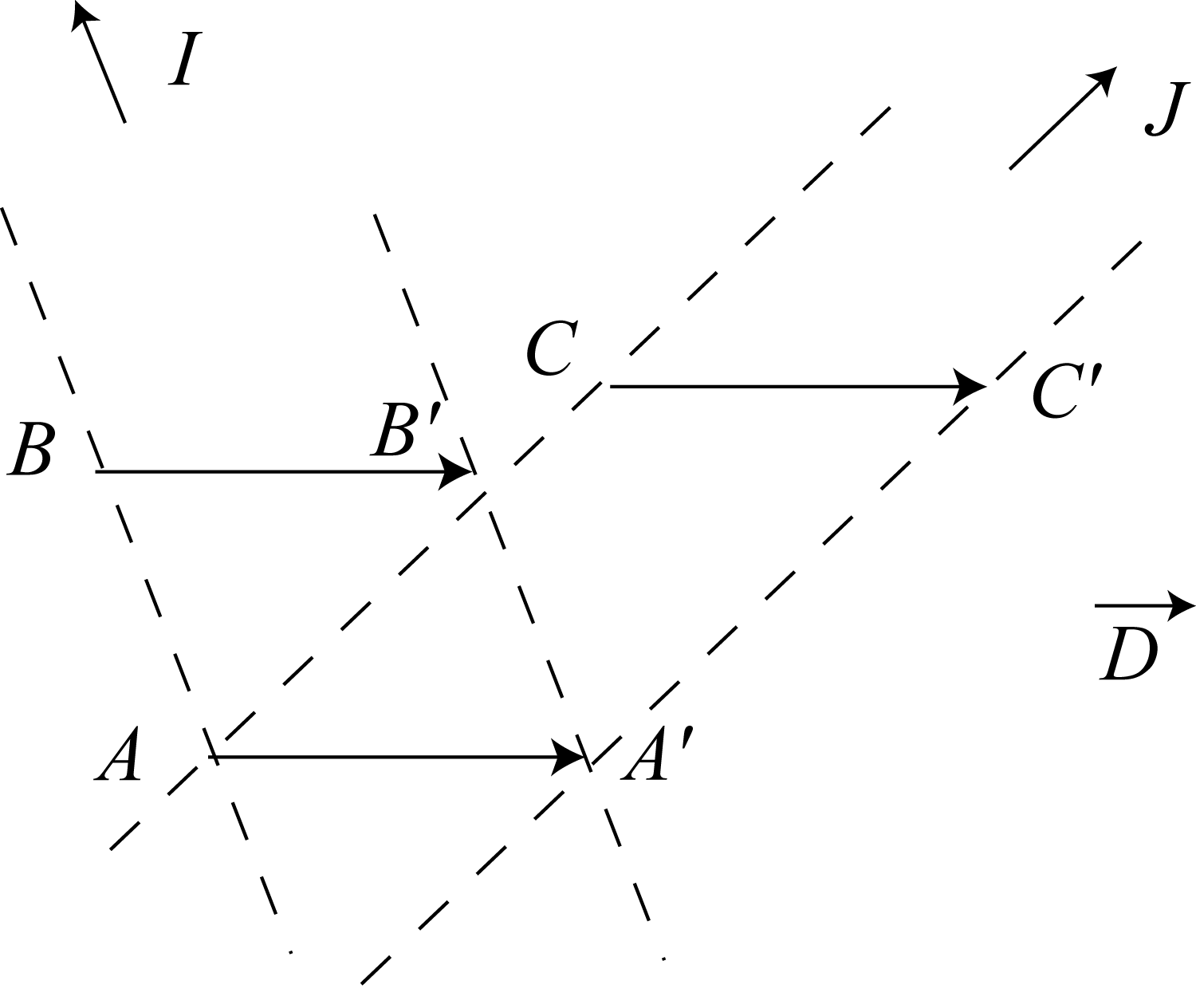
...une translation si sa base {\displaystyle H} est envoyée à l'infini.
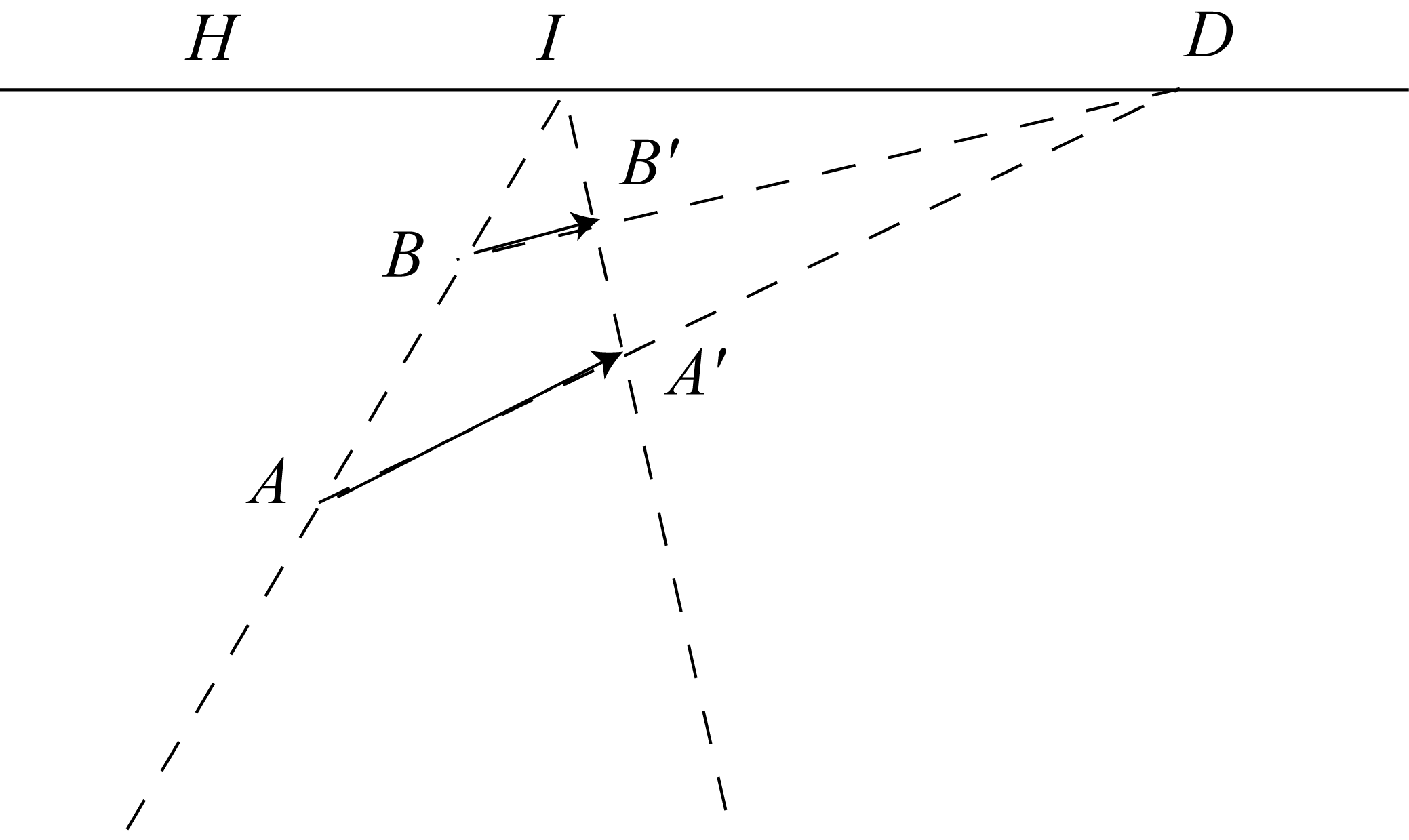
Si inversement le point à l'infini de la direction {\displaystyle {\overrightarrow {D}}} est ramené à distance finie, on obtient une élation.

## Réalisation d'une transvection par perspective parallèle

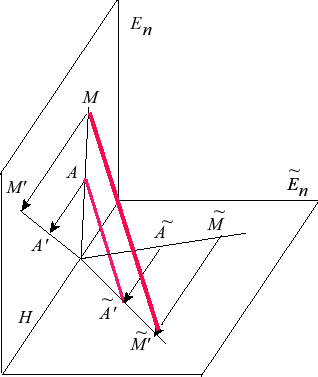

On plonge l'espace euclidien {\displaystyle E_{n}\,}de dimension {\displaystyle n} comme hyperplan d'un espace {\displaystyle E_{n+1}} de dimension {\displaystyle n+1} et on fait tourner {\displaystyle E_{n}\,} autour d'un hyperplan {\displaystyle H\,}(qui est de dimension {\displaystyle n+1-2}), de façon à en obtenir une copie {\displaystyle {\tilde {E}}_{n}\,}.
Tout point {\displaystyle M\,} de {\displaystyle E_{n}\,} a une copie {\displaystyle {\tilde {M}}} dans {\displaystyle {\tilde {E}}_{n}\,}, donc aussi l'image {\displaystyle M'\,} de {\displaystyle M\,} par une transvection de base {\displaystyle H\,}.
On montre que la droite {\displaystyle (M{\tilde {M}}')} garde une direction fixe {\displaystyle {\overrightarrow {D}}}, ce qui montre que {\displaystyle {\tilde {M}}'} s'obtient par projection de {\displaystyle M\,} dans En+1 (projection de base {\displaystyle {\tilde {E}}_{n}} et de direction {\displaystyle {\overrightarrow {D}}}). Connaissant {\displaystyle {\tilde {M}}'}, on en déduit {\displaystyle M'\,}par rotation.